# Спектральне ущільнення каналів
Спектральне ущільнення каналів передачі, або ущільнення за довжинами хвиль (англ. Wavelength Division Multiplexing, WDM) — технологія, яка дає змогу одночасно передавати декілька незалежних інформаційних каналів оптичним волокном, використовуючи оптичні несучі з різними довжинами хвиль. Технологія WDM дає змогу істотно збільшити пропускну здатність оптичного волокна за рахунок використання всієї його оптичної смуги пропускання.
Характерною особливістю і суттєвою перевагою WDM технології є можливість реалізації в одному оптичному волокні багатьох оптично прозорих каналів, в кожному з яких можна вести передачу сигналів з будь-яким форматом. Таким чином, одним оптичним волокном можна одночасно передавати синхронні, асинхронні і аналогові сигнали, і немає потреби в єдиній структурі сигналів, як це є, наприклад, в системах із часовим ущільненням каналів передачі.

## Принцип роботи систем із спектральним ущільненням
В системах передачі даних з ущільненням каналів за довжинами хвиль просторово розділені оптичні несучі різних довжин хвиль, які модулюються незалежними інформаційними сигналами, з допомогою спеціальних пристроїв – оптичних мультиплексорів – об’єднуються в один єдиний оптичний потік, який далі подається на оптичне волокно. На приймальній стороні використовується оптичний демультиплексор, який розділяє прийнятий оптичний пучок на спектральні складові, або оптичні канали.
Для об’єднання і розділення спектральних каналів використовуються волоконно-оптичні розгалужувачі - оптичні мультиплексори і демультиплексор. Звичайно можуть використовуватись як селективні, так і неселективні розгалужувачі, тому розрізняють два види спектрального ущільнення – спектрально-селективне і широкосмугове ущільнення, відповідно. Спектрально-селективне ущільнення характеризується малими втратами в порівнянні з широкосмуговим, оскільки вся потужність оптичного сигналу переноситься на своїй довжині хвилі по своєму шляху. В реальних системах із спектрально-селективним ущільненням каналів оптичні канальні втрати визначаються в основному втратами, які проходять на з’єднаннях волокон та в оптичних мультиплексорах і демультиплексорах.
При широкосмуговому ущільненні потужності оптичних сигналів з різними довжинами хвиль просто об’єднуються. Оскільки в цьому випадку використовують неселективний демультиплексор, то вся передана по волокні оптична потужність порівну розділяється між всіма каналами. Після демультиплексування в кожному оптичному каналі міститься деяка частина потужності всіх оптичних сигналів. Для виділення відповідного сигналу на виході демультиплексора використовують оптичні канальні фільтри. Таким чином, у системах із широкосмуговим ущільненням каналів передачі величина оптичних канальних втрат буде додатково залежати від числа каналів.
В сучасних системах передачі даних використовується переважно спектрально-селективне ущільнення, яке характеризується найменшими оптичними втратами. Широкосмугове ущільнення також використовується в деяких системах зв’язку з малим числом каналів, зокрема в системах дуплексного зв’язку.

## Види WDM-систем
Історично першими виникли двохволоконні WDM системи, що працюють на центральних довжинах хвиль їх другого і третього вікон прозорості кварцового волокна (1310 і 1550 нм). Головною перевагою таких систем є те, що внаслідок великого спектрального рознесення повністю відсутній вплив каналів один на одного. Цей спосіб дозволяє або подвоїти швидкість передачі поодинці оптичного волокна, або організувати дуплексний зв'язок.
Сучасні WDM системи на основі стандартного частотного плану (ITU-T Rec. G.692) можна підрозділити на три групи:
- грубі WDM (Coarse WDM — CWDM) — системи з шириною каналу не менше 200 ГГц, що дають змогу мультиплексувати не більше 16 каналів.
- щільні WDM (Dense WDM — DWDM) — системи з шириною каналу не меншого 100 ГГц, що дають змогу мультиплексувати не більше 32 каналів.
- високощільні WDM (High Dense WDM — HDWDM) — системи з шириною каналів 50 Ггц і менш, що дають змогу мультиплексувати не менше 64 каналів.

Частотний план для CWDM систем визначається стандартом ITU G.694.2. Галузь застосування технології CWDM — міські мережі з відстанню до 50 км. Перевагою цього виду WDM систем є низька (порівнянню з рештою типів) вартість устаткування, внаслідок менших вимог до компонентів.
Частотний план для DWDM систем визначається стандартом ITU G.694.1. Галузь застосування — магістральні мережі. Цей вид WDM систем ставить вищі вимоги до компонентів, ніж CWDM (ширина спектру джерела випромінювання, температурна стабілізація джерела і т. д.). Поштовх до бурхливого розвитку DWDM мереж дала поява недорогих і ефективних волоконних ербієвих підсилювачів (EDFA), що працюють в проміжку від 1525 до 1565 нм (третє вікно прозорості кварцового волокна).